# Орен (Атлантические Пиренеи)
Оре́н (фр. Orin) — коммуна во Франции, находится в регионе Аквитания. Департамент — Атлантические Пиренеи. Входит в состав кантона Олорон-Сент-Мари-1. Округ коммуны — Олорон-Сент-Мари.
Код INSEE коммуны — 64426.

## География
Коммуна расположена приблизительно в 670 км к югу от Парижа, в 180 км южнее Бордо, в 26 км к западу от По.
На северо-востоке коммуны протекает река Гав-д’Олорон.

### Климат
Климат тёплый океанический. Зима мягкая, средняя температура января — от +5°С до +13°С, температуры ниже −10 °C бывают редко. Снег выпадает около 15 дней в году с ноября по апрель. Максимальная температура летом порядка 20-30 °C, выше 35 °C бывает очень редко. Количество осадков высокое, порядка 1100 мм в год. Характерна безветренная погода, сильные ветры очень редки.

## Население
Население коммуны на 2010 год составляло 214 человек.
| 1962 | 1968 | 1975 | 1982 | 1990 | 1999 | 2010 |
| ---- | ---- | ---- | ---- | ---- | ---- | ---- |
| 227  | 205  | 216  | 201  | 178  | 207  | 214  |

## Администрация
| Период | Период | Фамилия       | Партия | Примечания |
| ------ | ------ | ------------- | ------ | ---------- |
| 1995   | 2001   | Рене Кастеньо |        |            |
| 2001   | 2020   | Пьер Артиге   |        |            |

## Экономика
В 2010 году среди 117 человек трудоспособного возраста (15-64 лет) 90 были экономически активными, 27 — неактивными (показатель активности — 76,9 %, в 1999 году было 76,9 %). Из 90 активных жителей работали 88 человек (43 мужчины и 45 женщин), безработных было 2 (1 мужчина и 1 женщина). Среди 27 неактивных 7 человек были учениками или студентами, 15 — пенсионерами, 5 были неактивными по другим причинам.

## Фотогалерея
- Мэрия и школа
- Церковь
- Замок и церковь